# Aulacospermum hirsutulum
Aulacospermum hirsutulum är en flockblommig växtart som först beskrevs av Charles Baron Clarke, och fick sitt nu gällande namn av A.R.Naqshi, U.Dhar och P.Kachroo. Aulacospermum hirsutulum ingår i släktet Aulacospermum och familjen flockblommiga växter. Inga underarter finns listade i Catalogue of Life.